# 열석

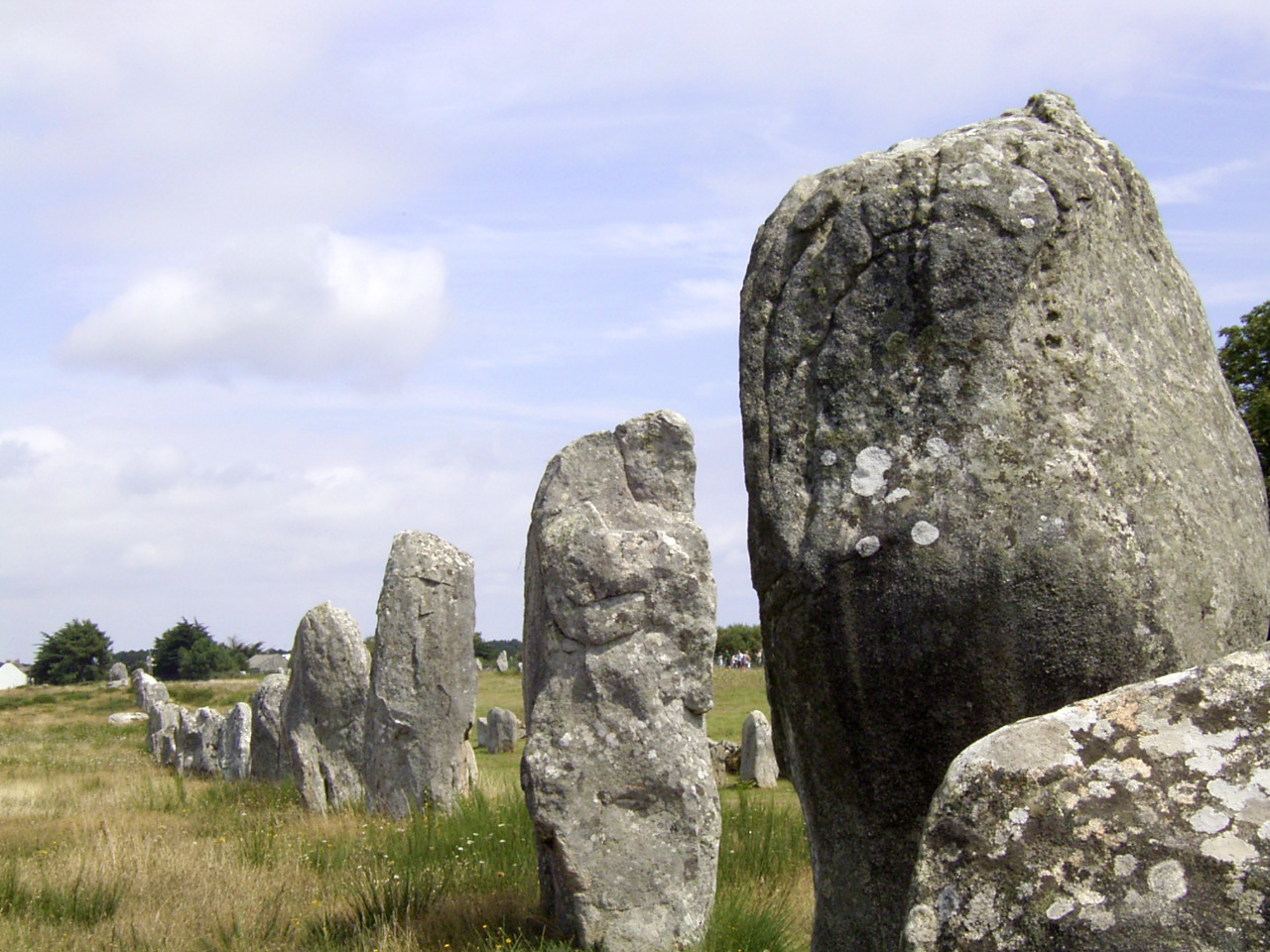
카르나크 열석

열석 또는 알리뉴망(alignments)는 다수의 선돌을 직렬로 세운 것이다. 직렬이 아닌 둥근 고리 모양으로 배열된 것은 환상 열석이라고 한다. 대표적인 열석은 카르나크 열석이 있고, 대표적인 환상 열석은 영국의 스톤헨지가 있다.